# Adam Meyenschein
Georg Adam Meyenschein (* 11. Mai 1863 in Salmünster; † 1943 in Fulda) war Mitglied des Preußischen Abgeordnetenhauses und maßgeblich an der Entwicklung des landwirtschaftlichen Verbandswesens beteiligt.

## Leben
Nach dem Abitur am Gymnasium Hanau studierte Adam Meyenschein von 1883 bis 1887 Theologie an der Philipps-Universität Marburg und war anschließend Pfarrer in Hohenzell bei Schlüchtern und danach in Dörnigheim bei Hanau. 1898 wurde er Verbandssekretär der Raiffeisen-Genossenschaft in Kassel, die 1894 von Georg Karl Rexerodt gegründet worden ist. Er ließ sich als Pfarrer beurlauben, um sich ganz seiner Arbeit für die kurhessischen Raiffeisenvereine zu widmen. Mit seiner Tätigkeit in Kassel war die Mitgliedschaft im Genossenschaftsausschuss der Landwirtschaftskammer Kassel ebenso verbunden wie sein Amt im Aufsichtsrat der Landwirtschaftlichen Zentraldarlehenskasse für Deutschland. Schließlich war er auch noch Redakteur des  Raiffeisenboten für Hessen. 1901 wandte er sich wieder seinem ursprünglichen Beruf zu und wurde Pfarrer in Altenhaßlau bei Gelnhausen, wo er einige soziale Einrichtungen schuf und bis Ende März 1917 im Amt blieb. 
Er engagierte sich in der Politik, wurde Mitglied in der Deutschkonservativen Partei und erhielt 1904 als deren Vertreter für den Wahlkreis Kassel 13 ein Mandat für das preußische  Abgeordnetenhaus. Die Mitglieder des Plenums erhielten nach dem Dreiklassenwahlrecht in indirekter Wahl ein Mandat.
Meyenschein blieb bis 1913 im preußischen Abgeordnetenhaus. 
Er war strikter Gegner der damaligen Sozialdemokraten, nicht wegen ihrer sozialen Ziele, sondern vielmehr wegen ihrer Feindschaft gegen das Christentum.

### Schriften
- Raiffeisen und das deutsche Landvolk; gesammelte Vorträge und Aufsätze aus den Jahren 1918–1933
- Die ländlichen Genossenschaften im Kampfe mit der wirtschaftlichen Not, 1898
- Raiffeisen und die deutsche Kultur,  1920
- Raiffeisen und das deutsche Landvolk, 1921
- Raiffeisen und die Frauen, 1921
- Raiffeisen in Hessen 1882–1932; Festgabe zum Verbandsjubiläum 1932
- Rexerodt. Eine Jubiläumsausgabe zum 18. September 1918, Kassel 1918